# Princess Superstar
Кончетта Сюзанна Киршнер (англ. Concetta Suzanne Kirschner), также известная под своим псевдонимом Princess Superstar (род. 25 февраля 1971 года) — американская певица. Её музыкальный стиль, который она называет «flip-flop» — это смесь жанров хип-хоп и электронной музыки.

## Биография
Киршнер родилась в Нью-Йорке в семье американского еврея с русско-польскими корнями и американской сицилийки, исповедующей иудаизм. Однако Киршнер верующей себя не считает. Прозвище Princess Superstar ей дали родители, филологи. Они переехали в Филадельфию, где Киршнер окончила колледж.
После колледжа, Киршнер переехала в Нью-Йорк и научилась игре на гитаре в нью-йоркском университете, после чего на выслала свою демозапись на лейбл Grand Royal Records группы Beastie Boys. Её дебютный альбом был назван Strictly Platinum.
26 февраля 2007 года выходит ремиксовый альбом American Gigolo III. В 2008 году появляется клип на новую песню, «Licky».
Киршнер выпустила свой шестой студийный альбом, The New Evolution, в 2013 году. Альбом был профинансирован поклонниками Киршнер с помощью сервиса Pledge Music.
В 2014 году,  Киршнер основала школу по хип-хопу для детей в Бруклине. В июле она выпустила EP «I’m a Firecracker» под лейблом Instant Records. Тем же летом она запустила реалити-шоу I Love Princess Superstar на своем YouTube-канале. Она также выпустила песню «My Booty Is Efficient» вместе с комедианткой Маргарет Чо.
В 2018 году, Киршнер выпустила альбом для детей под названием These Are the Magic Days.
В 2021 году, Киршнер исполнилось 50 лет, и она отпраздновала это событие, выпустив сингл и клип «Gettin' Older (Pussy Still Pop!)».
В 2023 году, она выпустила трек «Who Am I Now» с участием Стефана Голдманна.

## Дискография

### Альбомы
- Strictly Platinum (1996)
- CEO (1997)
- Last of the Great 20th Century Composers (2000)
- Princess Superstar Is (2001)
- My Machine (2005)
- The Best of Princess Superstar (2007)
- The New Evolution (2013)
- These Are the Magic Days (2018, под псевдонимом M.O.M.)

### EP/синглы
- 1994 — «Mitch Better Get My Bunny» (EP)
- 1999 — «Come Up to My Room/Love-Hate to Be a Player»
- 1999 — «I Hope I Sell a Lot of Records at Christmastime»
- 2001 — «Wet!Wet!Wet!/Keith N' Me»
- 2002 — «Bad Babysitter»
- 2002 — «Keith N' Me» (feat. Kool Keith)
- 2002 — «Fuck Me On The Dancefloor» (Disco D feat. Princess Superstar, сингл с его альбома A Night at the Booty Bar)
- 2003 — «Do It like a Robot»
- 2003 — "Jam For The Ladies (Moby vs. Princess Superstar, оригинальная версия Moby с альбома 18)
- 2004 — «Memphis Bells» (вместе с The Prodigy)
- 2005 — «Coochie Coo»
- 2005 — «Perfect (альбом)»
- 2005 — «My Machine»
- 2006 — «Perfect (Exceeder)» (Mason vs. Princess Superstar) (#3 UK, #1 UK Dance Chart, #17 NL)
- 2008 — «Licky» (Larry T featuring Princess Superstar)
- 2011- «Xmas Swagger»
- 2014 — «I’m a Firecracker»
- 2018 — «Motherfuckin' Emojis!» (с Маргарет Чо)
- 2020 — «Errybody Quarantine»
- 2020 — «2020»
- 2021 — «Gettin' Older (Pussy Still Pop!)»
- 2022 — «The 2 Party System is Broken»
- 2023 — «Who Am I Now» (с Стефаном Голдманном)

### DJ-альбомы
- 2002 — Princess Is A DJ
- 2005 — Now Is The Winter of our Discotheque
- 2005 — Now Is The Winter of our Discotheque pt. 2
- 2007 — American Gigolo III

### Клипы
- 1996 — «Smooth»
- 2002 — «Bad Babysitter» (посмотреть на YouTube)
- 2002 — «Keith N' Me» (посмотреть на YouTube)
- 2003 — «Jam For The Ladies»
- 2005 — «Perfect»
- 2007 — «Perfect (Exceeder)» (посмотреть на YouTube)
- 2008 — «Licky (Herve Radio edit)» (посмотреть на YouTube)